# Shackleton Inlet
Das Shackleton Inlet ist eine rund 16 km breite Bucht an der Shackleton-Küste der antarktischen Ross Dependency. Sie liegt zwischen Kap Wilson und Kap Lyttelton und bildet den Einlass des Nimrod-Gletschers aus dem Transantarktischen Gebirge in das Ross-Schelfeis. 
Robert Falcon Scott benannte die Bucht im Zuge der Discovery-Expedition (1901–1904) nach dem britischen Polarforscher Ernest Shackleton (1874–1922), der gemeinsam mit Scott und Edward Adrian Wilson bei dieser Expedition einen neuen Rekord in der größten Annäherung an den geographischen Südpol aufgestellt hatte.